# Liga Mexicana del Pacífico 2002-03
La Temporada 2002-03 de la Liga Mexicana del Pacífico fue la 45.ª edición, llevó el nombre de Oscar Pérez Escoboza y comenzó el 11 de octubre de 2002.
La temporada finalizó el 27 de enero de 2003, con la coronación de los Cañeros de Los Mochis al vencer 4-1 en serie final a los Yaquis de Ciudad Obregón.

## Sistema de competencia

### Temporada regular
La temporada regular consta de dos mitades lo cual abarca un total de 68 juegos a disputarse para cada uno de los ocho clubes que conforman a la Liga Mexicana del Pacífico. La primera mitad está integrada de 35 juegos para cada club y la segunda de 33 juegos para cada club. Al término de cada mitad, se asigna un puntaje que va de 3 a 8 puntos en forma ascendente, según la clasificación (standing) general de cada club. A continuación se muestra la distribución de dicho puntaje:
- Primera posición: 8 puntos
- Segunda: 7 puntos
- Tercera: 6 puntos
- Cuarta: 5 puntos
- Quinta: 4.5 puntos
- Sexta: 4 puntos
- Séptima: 3.5 puntos
- Octava: 3 puntos

### Postemporada
Tras el término de la segunda vuelta, los seis equipos con mayor puntaje sobre la base de las dos mitades de la temporada regular pasan a la etapa denominada postemporada (play-offs). En esta etapa, los equipos se enfrentan entre sí en una serie de siete juegos donde deben ganar cuatro para avanzar a las semifinales. Es importante señalar que los tres equipos que obtuvieron mayor puntaje en la temporada regular empiezan la serie con dos juegos en su estadio (esta etapa de juego es conocida como «repesca»), para continuar con tres partidos en el estadio contrario y finalmente concretar la serie de nuevo en su estadio. Estos últimos dos juegos no son necesarios si alguno de los equipos obtiene una ventaja clara en la serie sobre su rival.

### Semifinales
Para la etapa de semifinales, pasan los tres equipos con mejor posición en el standing de juegos ganados y perdidos más uno adicional que es denominado «mejor perdedor», el cual resulta de poseer la mayor cantidad de juegos ganados en la repesca, principalmente. De esta manera, el mejor perdedor se enfrenta como visitante al equipo mejor situado del standing en una serie, mientras que el segundo y el tercero hacen lo mismo a su vez. En el caso del mejor perdedor, no puede enfrentarse al equipo con el que disputó la primera fase de play-offs.

### Final
Se da entre los equipos que ganaron en la etapa de semifinales.

## Calendario
- Número de Juegos: 68 juegos

## Equipos participantes
| Liga Mexicana del Pacífico 2002-03 |           |                          |                           |                          |           |
| Equipo                             | Fundación | Mánager                  | Ciudad                    | Estadio                  | Capacidad |
| Águilas de Mexicali                | 1948      | Por definir              | Mexicali, Baja California | Nido de los Águilas      | 9,000     |
| Algodoneros de Guasave             | 1970      | Por definir              | Guasave, Sinaloa          | Francisco Carranza Limón | 8,000     |
| Cañeros de Los Mochis              | 1947      | Juan Francisco Rodríguez | Los Mochis, Sinaloa       | Emilio Ibarra Almada     | 6,000     |
| Mayos de Navojoa                   | 1950      | Por definir              | Navojoa, Sonora           | Manuel Ciclón Echeverría | 8,000     |
| Naranjeros de Hermosillo           | 1944      | Por definir              | Hermosillo, Sonora        | Héctor Espino            | 10,000    |
| Tomateros de Culiacán              | 1965      | Francisco Estrada        | Culiacán, Sinaloa         | General Ángel Flores     | 10,000    |
| Venados de Mazatlán                | 1945      | Por definir              | Mazatlán, Sinaloa         | Teodoro Mariscal         | 6,000     |
| Yaquis de Ciudad Obregón           | 1947      | Tim Jonhson              | Ciudad Obregón, Sonora    | Tomás Oroz Gaytán        | 10,000    |

## Standings

### Primera vuelta
| Equipos                  | JJ | JG | JP | JE | PCT  | JV   | PTS |
| ------------------------ | -- | -- | -- | -- | ---- | ---- | --- |
| Águilas de Mexicali      | 35 | 22 | 13 | -  | .629 | -    | 8   |
| Naranjeros de Hermosillo | 35 | 20 | 15 | -  | .571 | 2.0  | 7   |
| Venados de Mazatlán      | 34 | 18 | 16 | -  | .529 | 3.5  | 6   |
| Tomateros de Culiacán    | 34 | 18 | 16 | -  | .529 | 3.5  | 5   |
| Algodoneros de Guasave   | 35 | 18 | 17 | -  | .514 | 4.0  | 4.5 |
| Yaquis de Ciudad Obregón | 35 | 16 | 19 | -  | .457 | 6.0  | 4   |
| Mayos de Navojoa         | 34 | 15 | 19 | -  | .441 | 6.5  | 3.5 |
| Cañeros de Los Mochis    | 34 | 11 | 23 | -  | .324 | 10.5 | 3   |

### Segunda vuelta
| Equipos                  | JJ | JG | JP | JE | PCT  | JV  | PTS |
| ------------------------ | -- | -- | -- | -- | ---- | --- | --- |
| Yaquis de Ciudad Obregón | 33 | 21 | 12 | -  | .636 | -   | 8   |
| Cañeros de Los Mochis    | 32 | 17 | 15 | -  | .531 | 3.5 | 7   |
| Tomateros de Culiacán    | 32 | 17 | 15 | -  | .531 | 3.5 | 6   |
| Naranjeros de Hermosillo | 31 | 16 | 15 | -  | .516 | 4.0 | 5   |
| Mayos de Navojoa         | 33 | 16 | 17 | -  | .485 | 5.0 | 4.5 |
| Águilas de Mexicali      | 31 | 15 | 16 | -  | .484 | 5.0 | 4   |
| Venados de Mazatlán      | 31 | 13 | 18 | -  | .419 | 7.0 | 3.5 |
| Algodoneros de Guasave   | 33 | 13 | 20 | -  | .394 | 8.0 | 3   |

### General
| Equipos                  | JJ | JG | JP | JE | PCT  | JV  | PTS |
| ------------------------ | -- | -- | -- | -- | ---- | --- | --- |
| Águilas de Mexicali      | 66 | 37 | 29 | -  | .561 | -   | 12  |
| Naranjeros de Hermosillo | 66 | 36 | 30 | -  | .545 | 1.0 | 12  |
| Yaquis de Ciudad Obregón | 68 | 37 | 31 | -  | .544 | 1.0 | 12  |
| Tomateros de Culiacán    | 66 | 35 | 31 | -  | .530 | 2.0 | 11  |
| Cañeros de Los Mochis    | 66 | 28 | 38 | -  | .424 | 9.0 | 10  |
| Venados de Mazatlán      | 65 | 31 | 34 | -  | .477 | 5.5 | 9.5 |
| Mayos de Navojoa         | 67 | 31 | 36 | -  | .463 | 6.5 | 8   |
| Algodoneros de Guasave   | 68 | 31 | 37 | -  | .456 | 7.0 | 7.5 |

| Avanza a Play-offs |

## Play-offs
|  | Primer Play Off | Primer Play Off | Primer Play Off |            |          | Semifinales | Semifinales | Semifinales |  |            | Final      | Final | Final |  |
|  |                 |                 |                 |            |          |             |             |             |  |            |            |       |       |  |
|  |                 |                 |                 |            |          |             |             |             |  |            |            |       |       |  |
|  | Mazatlán        | Mazatlán        | 4               |            |          |             |             |             |  |            |            |       |       |  |
|  | Mazatlán        | Mazatlán        | 4               |            |          |             |             |             |  |            |            |       |       |  |
|  | Mexicali        | Mexicali        | 2               |            |          |             |             |             |  |            |            |       |       |  |
|  | Mexicali        | Mexicali        | 2               |            | Mazatlán | Mazatlán    | 1           |             |  |            |            |       |       |  |
|  |                 |                 |                 |            | Mazatlán | Mazatlán    | 1           |             |  |            |            |       |       |  |
|  |                 |                 | Los Mochis      | Los Mochis | 4        |             |             |             |  |            |            |       |       |  |
|  | Los Mochis      | Los Mochis      | Los Mochis      | Los Mochis | 4        | 4           |             |             |  |            |            |       |       |  |
|  | Los Mochis      | Los Mochis      |                 |            |          |             |             |             |  |            |            |       |       |  |
|  | Hermosillo      | Hermosillo      | 1               |            |          |             |             |             |  |            |            |       |       |  |
|  | Hermosillo      | Hermosillo      | 1               |            |          |             |             |             |  | Los Mochis | Los Mochis | 4     |       |  |
|  |                 |                 |                 |            |          |             |             |             |  | Los Mochis | Los Mochis | 4     |       |  |
|  |                 |                 | Obregón         | Obregón    | 1        |             |             |             |  |            |            |       |       |  |
|  |                 |                 | Obregón         | Obregón    | 1        |             |             |             |  |            |            |       |       |  |
|  |                 |                 |                 |            |          |             |             |             |  |            |            |       |       |  |
|  |                 |                 |                 |            |          |             |             |             |  |            |            |       |       |  |
|  |                 | Mexicali        | Mexicali        | 3          |          |             |             |             |  |            |            |       |       |  |
|  |                 |                 |                 | 3          |          |             |             |             |  |            |            |       |       |  |
|  |                 |                 | Obregón         | Obregón    | 4        |             |             |             |  |            |            |       |       |  |
|  | Culiacán        | Culiacán        | Obregón         | Obregón    | 4        | 2           |             |             |  |            |            |       |       |  |
|  | Culiacán        | Culiacán        |                 |            |          |             |             |             |  |            |            |       |       |  |
|  | Obregón         | Obregón         | 4               |            |          |             |             |             |  |            |            |       |       |  |
|  | Obregón         | Obregón         | 4               |            |          |             |             |             |  |            |            |       |       |  |
|  |                 |                 |                 |            |          |             |             |             |  |            |            |       |       |  |

### Primer Play Off
| Equipos                  | JJ | JG | JP | PCT  | JV  |
| ------------------------ | -- | -- | -- | ---- | --- |
| Cañeros de Los Mochis    | 5  | 4  | 1  | .800 | -   |
| Yaquis de Ciudad Obregón | 6  | 4  | 2  | .667 | -   |
| Venados de Mazatlán      | 6  | 4  | 2  | .667 | -   |
| Águilas de Mexicali      | 6  | 2  | 4  | .333 | 2.0 |
| Tomateros de Culiacán    | 6  | 2  | 4  | .333 | 2.0 |
| Naranjeros de Hermosillo | 5  | 1  | 4  | .200 | 3.0 |

| Avanza a semifinales |

| Avanza como comodín |

### Semifinales
| Equipos                  | JJ | JG | JP | PCT  | JV  |
| ------------------------ | -- | -- | -- | ---- | --- |
| Cañeros de Los Mochis    | 6  | 4  | 1  | .800 | -   |
| Yaquis de Ciudad Obregón | 7  | 4  | 3  | .571 | -   |
| Águilas de Mexicali      | 7  | 3  | 4  | .429 | 1.0 |
| Venados de Mazatlán      | 6  | 1  | 4  | .200 | 3.0 |

Game 1-6
Caneros - Venados 5:3
Venados - Caneros 7:3
Caneros - Venados 8:2
Venados - Caneros 4:7
Caneros - Venados 2:11
Venados - Caneros 10:15 
Game 1-7
Yaquis - Águilas 12:3
Águilas - Yaquis 8:4
Yaquis - Águilas 7:9
Águilas - Yaquis 7:14
Yaquis -  Águilas 2:9
Águilas - Yaquis  6:3
Yaquia - Águilas 13:2 
| Avanza a la final     |                          |
| Caneros de Los Mochis | Yaquis de Ciudad Obregón |

### Final
| Equipos                  | JJ | JG | JP | PCT  | JV  |
| ------------------------ | -- | -- | -- | ---- | --- |
| Cañeros de Los Mochis    | 5  | 4  | 1  | .800 | -   |
| Yaquis de Ciudad Obregón | 5  | 1  | 4  | .200 | 3.0 |

Game 1 
Caneros - Yaquis 8:4 
Game 2
Yaquos - caneros 4:6 
Game 3
Yaquis - Caneros 8:5 
Game 4
Caneros - Yaquis 8:11 
Game 5
Yaquis - Caneros 4:7 
| Campeón               |              |
| Caneros De Los Mochis | Tem. 2002-03 |

.

## Cuadro de honor
| Equipos                  | Posición   |
| ------------------------ | ---------- |
| Cañeros de Los Mochis    | Campeón    |
| Yaquis de Ciudad Obregón | Subcampeón |
| Águilas de Mexicali      | 3° Lugar   |
| Venados de Mazatlán      | 4° Lugar   |
| Tomateros de Culiacán    | 5° Lugar   |
| Naranjeros de Hermosillo | 6° Lugar   |
| Mayos de Navojoa         | 7° Lugar   |
| Algodoneros de Guasave   | 8° Lugar   |

## Designaciones
A continuación se muestran a los jugadores más valiosos de la temporada.
| Designación         | Ganador                  | Equipo                   |
| ------------------- | ------------------------ | ------------------------ |
| Jugador Más Valioso | Antonio Osuna            | Cañeros de Los Mochis    |
| Pitcher del Año     | Edgar González           | Naranjeros de Hermosillo |
| Novato del año      | Edgar González           | Naranjeros de Hermosillo |
| Mánager del Año     | Juan Francisco Rodríguez | Cañeros de Los Mochis    |
| Mánager Campeón     | Juan Francisco Rodríguez | Cañeros de Los Mochis    |
| Campeón de Bateo    | Heber Gómez              | Venados de Mazatlán      |
| Campeón de Pitcheo  | Edgar González           | Naranjeros de Hermosillo |
| Gerente del año     | Antonio Castro Chávez    | Cañeros de Los Mochis    |